# Barry Goldwater
Barry Morris Goldwater (Phoenix, 2 gennaio 1909 – Paradise Valley, 29 maggio 1998) è stato un politico statunitense.
Membro del Partito Repubblicano, è stato il candidato del suo partito alle elezioni presidenziali del 1964 quando fu sconfitto dal presidente uscente Lyndon B. Johnson.
(Barry Goldwater, discorso di accettazione della candidatura presidenziale nel 1964)

## Biografia
Goldwater nacque nel 1909 a Phoenix, nel territorio dell'Arizona (diventerà stato tre anni più tardi), da una famiglia di origini paterne ebraiche della media borghesia, ma venne cresciuto nella fede episcopale della madre. Per tutta la sua vita, Goldwater fu episcopale, anche se in rare occasioni si definì ebreo. Sebbene non frequentasse spesso la chiesa, affermò che "Se un uomo agisce in modo religioso, in modo etico, allora è davvero un uomo religioso, e non ha molto a che fare con la frequenza con cui entra in una chiesa". Il cugino di primo grado era Julius Goldwater, un convertito al buddismo e sacerdote Jodo Shinshu, aiutò i giapponesi americani internati durante la seconda guerra mondiale.

### Carriera militare
Frequentò l'accademia militare e in seguito l'Università dell'Arizona fino a quando nel 1930, a causa della morte del padre, dovette occuparsi degli affari e della famiglia. Nel 1934 si sposò con Margaret "Peggy" Johnson, da cui ebbe quattro figli, tra cui Barry Goldwater Jr. (dopo la morte della moglie avvenuta nel 1985 si risposò).
Durante la seconda guerra mondiale si arruolò come pilota nelle forze aeree dell'esercito statunitense raggiungendo nel 1947 il grado di tenente colonnello. Dopo la guerra fu uno dei maggiori sostenitori della creazione della United States Air Force Academy, che oggi è intitolata a suo nome. Passato nella Guardia nazionale, combatté anche nella guerra di Corea, e arrivò al grado di maggior generale della Air Force Reserve.

### Carriera politica
Subito dopo la guerra Goldwater iniziò ad occuparsi di politica e nel 1952 si candidò come senatore dell'Arizona per la destra repubblicana vincendo; fu rieletto nel 1958. Da senatore spiccò per il suo anticomunismo, pur senza occupare posizioni esplicitamente estreme come erano state quelle di Joseph McCarthy. Ciononostante, arriverà a finanziare non ufficialmente dei gruppi paramilitari anticomunisti, profondamente vicini all'eversione neonazista o integralista cattolica come l'organizzazione terroristica franco-portoghese Ordre et Tradition, costola della famigerata Aginter Presse.
Come si nota in alcuni documenti desecretati relativi alle investigazioni della Commissione stragi su Ordine Nuovo, da Goldwater e dal suo entourage arrivavano le indicazioni e i finanziamenti per le operazioni propagandistiche e insurrezionali volte a garantire una "presenza europea in Africa", sfruttando come contatto con l'Aginter Presse l'ex miliziano dell'OAS Yves Guérin-Sérac.
Nel 1960 scrisse il libro The Conscience of a Conservative, che ebbe un notevole successo tra i circoli politici conservatori. Nel 1964 si oppose al Civil Rights Act, sostenendo che andava oltre le competenze dello Stato federale in quanto cercava di "legiferare sulla moralità" e violava i diritti dei datori di lavoro.
Nello stesso anno si candidò con successo per la nomination repubblicana alle elezioni presidenziali; la sua nomina, però, indispettì l'ala moderata del partito, la quale contestava in particolare la sua politica estera troppo rigida nei confronti dell'URSS. Ebbe il moderato sostegno di figure come Ayn Rand e Ronald Reagan.
Alle elezioni fu sconfitto pesantemente dal democratico Lyndon B. Johnson; la sua sconfitta influì anche sul Partito Repubblicano, che perse molti seggi in entrambe le Camere, attirandosi molte critiche interne.
Nonostante la sconfitta, fu rieletto come senatore (carica che aveva lasciato per dedicarsi alle elezioni presidenziali) nel 1968, nel 1974 e nel 1980. Pur rimanendo fortemente anticomunista, negli ultimi anni da senatore condusse una battaglia personale contro la crescente influenza che aveva la destra religiosa in seno al Partito Repubblicano. Il conservatorismo libertario di Goldwater prevedeva infatti posizioni liberali su questioni etiche, come aborto, diritti gay e marijuana, distinguendosi in questo modo dalla componente di partito spiritualmente più strutturata.
Dal 1981 al 1985 fu presidente del Select Committee on Intelligence, e dal 1985 al 1987 presidente della commissione difesa del Senato statunitense. Anche dopo la scadenza del suo mandato, nel 1987, continuò a occuparsi di politica, preoccupando ulteriormente l'estabilishment repubblicano per le sue posizioni sempre più liberali, dal supporto all'aborto legale al sostegno ai diritti gay nell'esercito e alla legalizzazione della marijuana a fini terapeutici. 
Goldwater rilasciò diverse dichiarazioni in cui criticava aspramente lo spostamento del Partito Repubblicano verso posizioni di conservatorismo sociale ed estrema destra, e la diffusione del paleolibertarismo nell'ambito del libertarismo di destra: "Non associate il mio nome a nulla di ciò che fate. Siete estremisti e avete danneggiato il Partito repubblicano molto più di quanto abbiano fatto i democratici".
In un'intervista del 1994 al Washington Post, Goldwater affermò:
Sempre nel 1994, ha ribadito le sue preoccupazioni riguardo ai tentativi dei gruppi religiosi di prendere il controllo del Partito repubblicano, affermando:
Nel 1996 subì un ictus, e in seguito i primi segni della malattia di Alzheimer lo costrinsero a ritirarsi dalla scena politica. Morì nel 1998.